# 帕克代爾 (明尼蘇達州)
帕克代爾（英語：Parkdale）是位於美國明尼蘇達州奧特泰爾縣的一個非建制地區。

## 歷史
帕克代爾於1876年設立，原名為黑澤爾德爾（Hazel Dell）。帕克代爾的郵局於1877年設立，其後於1893年停運。

## 地理
帕克代爾所處的海拔為高於海平面365米（即1198英呎），而該地所採用的時區為UTC-6，即北美中部時區（CST）。同時該地設有夏令時間，為UTC-6調快一小時，即UTC-5（CDT）。